# Stanley Unwin
Pour les articles homonymes, voir Unwin.
Stanley Unwin, né le 19 décembre 1884 à Lewisham (Londres) et mort le 13 octobre 1968 à Londres, est un éditeur britannique.

## Biographie
Stanley Unwin est le neveu de Thomas Fisher Unwin, fondateur de la maison T. Fisher Unwin.
En 1914, il prend des parts majoritaires dans la maison d'édition George Allen and Sons (fondée en 1871) et renommée pour l'occasion George Allen and Unwin, qui devint par la suite Allen & Unwin. La maison est célèbre pour avoir édité de nombreux auteurs, à l'époque controversés, comme Arthur Ransome, Gandhi ou Bertrand Russell, mais aussi J. R. R. Tolkien qu'il édite en 1936. Son fils Rayner lui succède en 1968. Il est également le père de l'auteur pour enfants David Severn.